# 2020–2021-es angol labdarúgó-bajnokság (másodosztály)
A 2020–2021-es angol labdarúgó-bajnokság másodosztályát (szponzorált néven Sky Bet Championship) 24 csapat részvételével rendezték meg. Ez volt a 17. kiírása a bajnokságnak ezen a néven és a 29. a lebonyolítási formátumát tekintve. A bajnoki címet a Norwich City szerezte meg, feljutó helyen végzett még a Watford és a rájátszást megnyerő Brentford.

## Változások az előző idényhez képest
A Championshipbe feljutott a League One-ból
- Coventry City
- Rotherham United
- Wycombe Wanderers

A Championshipbe kiesett a Premier League-ből
- AFC Bournemouth
- Watford
- Norwich City

A Championshipből feljutott a Premier League-be
- Leeds United
- West Bromwich Albion
- Fulham

A Championshipből kiesett a League One-ba
- Charlton Athletic
- Wigan Athletic
- Hull City
- Megjegyzés: A Wigan Athletictől adminisztratív okok miatt 12 pontot vont le az EFL, és bár a klub fellebbezett a döntés ellen, azt nem változtatták meg, így a csapat kiesett a harmadosztályba.[5][6]

## Résztvevő csapatok
| Csapat              | Székhely                  | Stadion                      | Befogadóképesség |
| ------------------- | ------------------------- | ---------------------------- | ---------------- |
| AFC Bournemouth     | Bournemouth               | Dean Court                   | 11364            |
| Barnsley            | Barnsley                  | Oakwell                      | 23287            |
| Birmingham City     | Birmingham                | St Andrew's                  | 29409            |
| Blackburn Rovers    | Blackburn                 | Ewood Park                   | 31367            |
| Brentford           | London (Brentford)        | Brentfordi Közösségi Stadion | 17250            |
| Bristol City        | Bristol                   | Ashton Gate                  | 27000            |
| Cardiff City        | Cardiff                   | Cardiff City Stadion         | 33316            |
| Coventry City       | Birmingham                | St Andrew's                  | 29,409           |
| Derby County        | Derby                     | Pride Park Stadion           | 33600            |
| Huddersfield Town   | Huddersfield              | Kirklees Stadion             | 24121            |
| Luton Town          | Luton                     | Kenilworth Road              | 10356            |
| Middlesbrough       | Middlesbrough             | Riverside Stadion            | 34742            |
| Millwall            | London (South Bermondsey) | The Den                      | 20146            |
| Norwich City        | Norwich                   | Carrow Road                  | 27244            |
| Nottingham Forest   | Nottingham                | City Ground                  | 30445            |
| Preston North End   | Preston                   | Deepdale                     | 23408            |
| Queens Park Rangers | London (White City)       | Loftus Road                  | 18439            |
| Reading             | Reading                   | Madejski Stadion             | 24161            |
| Rotherham United    | Rotherham                 | New York Stadion             | 12021            |
| Sheffield Wednesday | Sheffield (Owlerton)      | Hillsborough Stadion         | 34854            |
| Stoke City          | Stoke-on-Trent            | bet365 Stadion               | 30089            |
| Swansea City        | Swansea                   | Liberty Stadion              | 21088            |
| Watford             | Watford                   | Vicarage Road                | 21577            |
| Wycombe Wanderers   | High Wycombe              | Adams Park                   | 9448             |

## Csapatok adatai
| Csapat              | Menedzser                 | Csapatkapitány        | Mezgyártó | Főszponzor                                                                     |
| ------------------- | ------------------------- | --------------------- | --------- | ------------------------------------------------------------------------------ |
| AFC Bournemouth     | Jason Tindall             | Steve Cook            | Umbro     | MSP Capital                                                                    |
| Barnsley            | Valérien Ismaël           | Alex Mowatt           | Puma      | The Investment Room                                                            |
| Birmingham City     | Aitor Karanka             | Harlee Dean           | Nike      | BoyleSports                                                                    |
| Blackburn Rovers    | Tony Mowbray              | Elliott Bennett       | Umbro     | Recoverite Compression                                                         |
| Brentford           | Thomas Frank              | Pontus Jansson        | Umbro     | Utilita                                                                        |
| Bristol City        | Dean Holden               | Tomas Kalas           | Hummel    | MansionBet                                                                     |
| Cardiff City        | Mick McCarthy             | Sean Morrison         | Adidas    | Tourism Malaysia                                                               |
| Coventry City       | Mark Robins               | Liam Kelly            | Hummel    | BoyleSports                                                                    |
| Derby County        | Wayne Rooney              | Wayne Rooney          | Umbro     | 32Red                                                                          |
| Huddersfield Town   | Carlos Corberán           | Christopher Schindler | Umbro     | TBA                                                                            |
| Luton Town          | Owen Mumford              | Sonny Bradley         | Umbro     | - JB Developments (hazai) - Star Platforms (idegenbeli) - Ryebridge (3. számú) |
| Middlesbrough       | Neil Warnock              | Britt Assombalonga    | Hummel    | 32Red                                                                          |
| Millwall            | Gary Rowett               | Alex Pearce           | Macron    | Huski Chocolate                                                                |
| Norwich City        | Daniel Farke              | Grant Hanley          | Erreà     | Dafabet                                                                        |
| Nottingham Forest   | Chris Hughton             | Michael Dawson        | Macron    | Football Index                                                                 |
| Preston North End   | Alex Neil                 | Paul Gallagher        | Nike      | 32Red                                                                          |
| Queens Park Rangers | Mark Warburton            | Geoff Cameron         | Erreà     | Football Index                                                                 |
| Reading             | Veljko Paunović           | Liam Moore            | Macron    | Casumo                                                                         |
| Rotherham United    | Paul Warne                | Richard Wood          | Puma      | Embark Group (hazai mez), Mears (Idegenbeli és 3. számó mez)                   |
| Sheffield Wednesday | Neil Thompson (megbízott) | Barry Bannan          | Elev8     | Chansiri                                                                       |
| Stoke City          | Michael O'Neill           | Ryan Shawcross        | Macron    | bet365                                                                         |
| Swansea City        | Steve Cooper              | Matt Grimes           | Joma      | Swansea University                                                             |
| Watford             | Xisco Muñoz               | Troy Deeney           | Kelme     | Sportsbet.io                                                                   |
| Wycombe Wanderers   | Gareth Ainsworth          | Matt Bloomfield       | O'Neills  | Dreams                                                                         |

## Vezetőedző váltások
| Csapat              | Távozott vezetőedző         | A távozás módja                            | A távozás ideje     | Helyezés a tabellán    | Érkezett vezetőedző                     | A kinevezés ideje   |
| ------------------- | --------------------------- | ------------------------------------------ | ------------------- | ---------------------- | --------------------------------------- | ------------------- |
| Birmingham City     | Steve Spooner Craig Gardner | Megszűnt az ideiglenes kinevezése          | 2020. július 22.    | A szezon kezdete előtt | Aitor Karanka                           | 2020. július 31.    |
| Huddersfield Town   | Danny Schofield             | Megszűnt az ideiglenes kinevezése          | 2020. július 22.    | A szezon kezdete előtt | Carlos Corberán                         | 2020. július 23.    |
| Watford             | Hayden Mullins              | Megszűnt az ideiglenes kinevezése          | 2020. július 26.    | A szezon kezdete előtt | Vladimir Ivić                           | 2020. augusztus 15. |
| AFC Bournemouth     | Eddie Howe                  | Közös megegyezéssel                        | 2020. augusztus 1.  | A szezon kezdete előtt | Jason Tindall                           | 8 August 2020       |
| Reading             | Mark Bowen                  | Közös megegyezéssel                        | 2020. augusztus 29. | A szezon kezdete előtt | Veljko Paunović                         | 2020. augusztus 29. |
| Barnsley            | Gerhard Struber             | A New York Red Bulls csapatához szerződött | 2020. október 6.    | 21.                    | Valérien Ismaël                         | 2020. október 23.   |
| Nottingham Forest   | Sabri Lamouchi              | Menesztették                               | 2020. október 6.    | 22.                    | Chris Hughton                           | 2020. október 6.    |
| Sheffield Wednesday | Garry Monk                  | Menesztették                               | 2020. november 9.   | 23.                    | Tony Pulis                              | 2020. november 13.  |
| Derby County        | Phillip Cocu                | Közös megegyezéssel                        | 2020. november 14.  | 24.                    | Wayne Rooney                            | 2020. november 27.  |
| Watford             | Vladimir Ivić               | Menesztették                               | 2020. december 19.  | 5.                     | Xisco Muñoz                             | 2020. december 20.  |
| Sheffield Wednesday | Tony Pulis                  | Menesztették                               | 2020. december 28.  | 23.                    | Neil Thompson (megbízott)               | 2020. december 28.  |
| Cardiff City        | Neil Harris                 | Menesztették                               | 2021. január 21.    | 15.                    | Mick McCarthy                           | 2021. január 22.    |
| Stoke City          | Michael O'Neill             | Menesztették                               | 2021. január 27.    | 9.                     | Lear Thomas Jessica Atkins Shona Harris | 2021. január 27.    |
| Luton Town          | Nathan Jones                | Menesztették                               | 2021. január 27.    | 13.                    | Owen Mumford                            | 2021. január 27.    |
| Bournemouth         | Jason Tindall               | Menesztették                               | 2021. február 3.    | 6.                     | Jonathan Woodgate                       | 2021. február 21.   |
| Bristol City        | Dean Holden                 | Menesztették                               | 2021. február 16.   | 13.                    | Nigel Pearson                           | 2021. február 22.   |
| Birmingham City     | Aitor Karanka               | Lemondott                                  | 2021. március 16.   | 21.                    | Lee Bowyer                              | 2021. március 16.   |
| Preston North End   | Alex Neil                   | Menesztették                               | 2021. március 21.   | 16.                    | Frankie McAvoy                          | 2021. május 10.     |

1. ↑  Rooney-t eredetileg a szezon végéig nevezték ki ideiglenes menedzsernek, de 2021. január 15-én véglegesítették.
2. ↑  Woodgate kezdetben ügyvezető menedzser volt, de aztán a szezon végéig, 2021. február 21-ig kinevezték menedzsernek.

## Tabella
| Hely. | Csapat                  | M  | Gy | D  | V  | G+ | G– | Gk  | P  | Feljutás, továbbjutás vagy kiesés |
| ----- | ----------------------- | -- | -- | -- | -- | -- | -- | --- | -- | --------------------------------- |
| 1.    | Norwich City (B)        | 46 | 29 | 10 | 7  | 75 | 36 | +39 | 97 | Feljutott a Premier League-be     |
| 2.    | Watford (P)             | 46 | 27 | 10 | 9  | 63 | 30 | +33 | 91 | Feljutott a Premier League-be     |
| 3.    | Brentford (O, P)        | 46 | 24 | 15 | 7  | 79 | 42 | +37 | 87 | Bejutott a rájátszásba            |
| 4.    | Swansea City            | 46 | 23 | 11 | 12 | 56 | 39 | +17 | 80 | Bejutott a rájátszásba            |
| 5.    | Barnsley                | 46 | 23 | 9  | 14 | 58 | 50 | +8  | 78 | Bejutott a rájátszásba            |
| 6.    | Bournemouth             | 46 | 22 | 11 | 13 | 73 | 46 | +27 | 77 | Bejutott a rájátszásba            |
| 7.    | Reading                 | 46 | 19 | 13 | 14 | 62 | 54 | +8  | 70 |                                   |
| 8.    | Cardiff City            | 46 | 18 | 14 | 14 | 66 | 49 | +17 | 68 |                                   |
| 9.    | Queens Park Rangers     | 46 | 19 | 11 | 16 | 57 | 55 | +2  | 68 |                                   |
| 10.   | Middlesbrough           | 46 | 18 | 10 | 18 | 55 | 53 | +2  | 64 |                                   |
| 11.   | Millwall                | 46 | 15 | 17 | 14 | 47 | 52 | −5  | 62 |                                   |
| 12.   | Luton Town              | 46 | 17 | 11 | 18 | 41 | 52 | −11 | 62 |                                   |
| 13.   | Preston North End       | 46 | 18 | 7  | 21 | 49 | 56 | −7  | 61 |                                   |
| 14.   | Stoke City              | 46 | 15 | 15 | 16 | 50 | 52 | −2  | 60 |                                   |
| 15.   | Blackburn Rovers        | 46 | 15 | 12 | 19 | 65 | 54 | +11 | 57 |                                   |
| 16.   | Coventry City           | 46 | 14 | 13 | 19 | 49 | 61 | −12 | 55 |                                   |
| 17.   | Nottingham Forest       | 46 | 12 | 16 | 18 | 37 | 45 | −8  | 52 |                                   |
| 18.   | Birmingham City         | 46 | 13 | 13 | 20 | 37 | 61 | −24 | 52 |                                   |
| 19.   | Bristol City            | 46 | 15 | 6  | 25 | 46 | 68 | −22 | 51 |                                   |
| 20.   | Huddersfield Town       | 46 | 12 | 13 | 21 | 50 | 71 | −21 | 49 |                                   |
| 21.   | Derby County            | 46 | 11 | 11 | 24 | 36 | 58 | −22 | 44 |                                   |
| 22.   | Wycombe Wanderers (K)   | 46 | 11 | 10 | 25 | 39 | 69 | −30 | 43 | Kiesett az EFL League One-be      |
| 23.   | Rotherham United (K)    | 46 | 11 | 9  | 26 | 44 | 60 | −16 | 42 | Kiesett az EFL League One-be      |
| 24.   | Sheffield Wednesday (K) | 46 | 12 | 11 | 23 | 40 | 61 | −21 | 41 | Kiesett az EFL League One-be      |

1. ↑  A Sheffield Wednesdayt 12 pontos büntetéssel sújtották, de ezt később 6 ponttal csökkentették.[56][57]

## Statisztikák
2021. május 29-ei állapotnak megfelelően.

### Góllövőlista
| Helyezés | Játékos          | Klub             | Gólok száma |
| -------- | ---------------- | ---------------- | ----------- |
| 1        | Ivan Toney       | Brentford        | 33          |
| 2        | Adam Armstrong   | Blackburn Rovers | 28          |
| 3        | Teemu Pukki      | Norwich City     | 26          |
| 4        | Kieffer Moore    | Cardiff City     | 20          |
| 5        | Lucas João       | Reading          | 19          |
| 6        | André Ayew       | Swansea City     | 17          |
| 6        | Arnaut Danjuma   | Bournemouth      | 17          |
| 8        | Emiliano Buendía | Norwich City     | 15          |
| 8        | Dominic Solanke  | Bournemouth      | 15          |
| 10       | Jamal Lowe       | Swansea City     | 14          |

### Mesterhármast elérő játékosok
| Játékos        | Csapat           | Ellenfél          | Végeredmény | Dátum                |
| -------------- | ---------------- | ----------------- | ----------- | -------------------- |
| Adam Armstrong | Blackburn Rovers | Wycombe Wanderers | 5–0 (H)     | 2020. szeptember 19. |
| James Collins  | Luton Town       | Preston North End | 3–0 (H)     | 2020. december 12.   |
| Sergi Canós    | Brentford        | Cardiff City      | 3–2 (V)     | 2020. december 26.   |
| Ivan Toney     | Brentford        | Wycombe Wanderers | 7–2 (H)     | 2021. január 30.     |
| Teemu Pukki    | Norwich City     | Huddersfield Town | 7–0 (H)     | 2021. április 6.     |
| Adam Armstrong | Blackburn Rovers | Huddersfield Town | 5–2 (H)     | 2021. április 24.    |
| Harry Wilson   | Cardiff City     | Birmingham City   | 4–0 (V)     | 2021. május 1.       |
| Adam Armstrong | Blackburn Rovers | Birmingham City   | 5–2 (H)     | 2021. május 8.       |

### A legtöbb gólpasszt adó játékosok
| Helyezés | Játékos          | Klub             | Gólpasszok száma |
| -------- | ---------------- | ---------------- | ---------------- |
| 1        | Emiliano Buendía | Norwich City     | 16               |
| 2        | Michael Olise    | Reading          | 12               |
| 3        | Harvey Elliott   | Blackburn Rovers | 11               |
| 3        | Harry Wilson     | Cardiff City     | 11               |
| 5        | Bryan Mbeumo     | Brentford        | 10               |
| 5        | Ivan Toney       | Brentford        | 10               |
| 7        | Jake Bidwell     | Swansea City     | 8                |
| 7        | Sergi Canós      | Brentford        | 8                |
| 7        | Callum O'Hare    | Coventry City    | 8                |
| 7        | Dominic Solanke  | Bournemouth      | 8                |

### A legtöbb kapott gól nélküli mérkőzés
| Helyezés | Játékos            | Klub              | Kapott gól nélküli mérkőzés |
| -------- | ------------------ | ----------------- | --------------------------- |
| 1        | Frederick Woodman  | Swansea City      | 21                          |
| 2        | Bartosz Białkowski | Millwall          | 17                          |
| 2        | Tim Krul           | Norwich City      | 17                          |
| 2        | Rafael             | Reading           | 17                          |
| 5        | David Raya         | Brentford         | 16                          |
| 6        | Asmir Begović      | Bournemouth       | 15                          |
| 7        | Brice Samba        | Nottingham Forest | 14                          |
| 8        | Daniel Bachmann    | Watford           | 13                          |
| 8        | Marcus Bettinelli  | Middlesbrough     | 13                          |
| 8        | Neil Etheridge     | Birmingham City   | 13                          |

### Sárga és piros lapok

#### Játékosok
- Legtöbb sárga lap: 12[68]
  -  Nathaniel Chalobah (Watford)
  -  Michael Ihiekwe (Rotherham United)
  -  Jefferson Lerma (Bournemouth)
- Legtöbb piros lap: 2
  -  Emiliano Buendía (Norwich City)
  -  Kyle McFadzean (Coventry City)

#### Klubcsapatok
- Legtöbb sárga lap: 80[69]
  - Rotherham United
  - Watford
- Legtöbb piros lap: 7
  - Sheffield Wednesday

## Díjak

### Hónap díjai
| Hónap      | A hónap edzője    | A hónap edzője | A hónap játékosa | A hónap játékosa | jegyzet |
| Hónap      | Edző              | Klub           | Játékos          | Klub             | jegyzet |
| ---------- | ----------------- | -------------- | ---------------- | ---------------- | ------- |
| Szeptember | Veljko Paunović   | Reading        | Bradley Johnson  | Blackburn Rovers | [ 70 ]  |
| Október    | Neil Warnock      | Middlesbrough  | Ivan Toney       | Brentford        | [ 71 ]  |
| November   | Vladimir Ivić     | Watford        | David Brooks     | Bournemouth      | [ 72 ]  |
| December   | Thomas Frank      | Brentford      | Duncan Watmore   | Middlesbrough    | [ 73 ]  |
| Január     | Steve Cooper      | Swansea City   | Matt Crooks      | Rotherham United | [ 74 ]  |
| Február    | Mick McCarthy     | Cardiff City   | Teemu Pukki      | Norwich City     | [ 75 ]  |
| Március    | Xisco Muñoz       | Watford        | Alex Mowatt      | Barnsley         | [ 76 ]  |
| Április    | Jonathan Woodgate | Bournemouth    | Arnaut Danjuma   | Bournemouth      | [ 77 ]  |